# 2nd Kings
2nd Kings est une ancienne circonscription électorale dans la province canadienne de l'Île-du-Prince-Édouard.

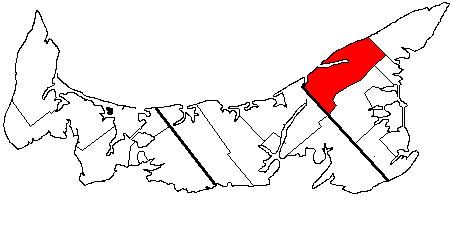
2nd Kings dans le Comté de Kings

Elle élisait deux membres à l'Assemblée législative de l'Île-du-Prince-Édouard de 1873 à 1993. La circonscription était située dans la partie nord-est du Comté de Kings.